# Boudewijnsluis (Antwerpen)
De Boudewijnsluis is een sluis in de haven van Antwerpen. Ze is 360 meter lang en 45 meter breed en heeft een TAW diepte van 10,33 meter. Zij werd in bedrijf gesteld in 1955 en ingehuldigd door koning Boudewijn. Zij moest toen de opkomende toevloed van grotere schepen opvangen.
Het werkkanaal is hetzelfde als haar oudere buur, de Van Cauwelaertsluis. Antwerpen had toen zijn Van Cauwelaertsluis die naast de nieuwe sluis lag en het leeuwendeel van de trafiek opnam. De Royerssluis kon maar één groot schip (max. 120 tot 130 meter, of ten zeerste 140 meter, per schutting) innemen, of kleinere kustvaarders van 70, 80 à 90 meter lang. De Royerssluis was ook merendeels gericht op binnenvaart. De Kattendijksluis was toen alleen voor binnenvaart bestemd. De Boudewijnsluis was de drukste sluis in jaren 60 en 70. Twee tot drie schuttingen lagen soms te wachten, zowel van buiten als van binnen. Uiteindelijk kwam de Zandvlietsluis in 1967 in "bedrijf", en waren de wachttijden aan de Boudewijnsluis beduidend minder.
Berendrechtsluis · Bonapartesluis · Boudewijnsluis · Kieldrechtsluis · Kallosluis · Kattendijksluis ·  Royerssluis · Van Cauwelaertsluis · Zandvlietsluis · Zuidersluis